# Омельгород
Оме́льгород — село в Україні, в Олександрівській селищній громаді Кропивницького району Кіровоградської області. Населення становить 118 осіб.

## Географія
Селом протікає річка Сухий Тясмин.

## Історія
Станом на 1885 рік у колишньому власницькому селі Триліської волості Чигиринського повіту Київської губернії мешкало 543 особи, налічувалось 111 дворових господарств, існували православна церква, школа та постоялий будинок.
За переписом 1897 року кількість мешканців зросла до 745 осіб (346 чоловічої статі та 399 — жіночої), з яких 659 — православної віри.
Під час Голодомору 1932—1933 років померло щонайменше 149 жителів села.

## Населення
Згідно з переписом УРСР 1989 року чисельність наявного населення села становила 161 особа, з яких 54 чоловіки та 107 жінок.
За переписом населення України 2001 року в селі мешкало 118 осіб.

### Мова
Розподіл населення за рідною мовою за даними перепису 2001 року:
| Мова       | Відсоток |
| ---------- | -------- |
| українська | 94,07 %  |
| російська  | 4,24 %   |
| молдовська | 1,69 %   |